# 780
780 (седемстотин и осемдесета) година по юлианския календар е високосна година, започваща в събота. Това е 780 година от новата ера, 780 година от първото хилядолетие, 80 година на VIII век, десетата година на 8-о десетилетие на VIII век.

## Починали
- 6 февруари – Никита I – патриарх Константинополски
- 8 септември – Лъв IV – византийски император